# Кель-Ови
Кель-Ови (вар. Кел Оуэй, Кел Эвей, народ Быка) — конфедерация кланов туарегов, доминирующая в горах Аира, на северной центральной части Нигера. Существовали с 18 по 20 век, до момента прихода Французского колониального правительства.

## История

### До 20-го века
Кель-Ови, как и многие конфедерации туарегов, были одновременно подгруппой других конфедераций и доминирующей властью над другими кланами. В 1740 году Кель-Ови двинулись на юг из современного Алжира и разрушили город Ассоде, разграбили Агадес, взяли под свой контроль Агадес (султанат) и разделили Кель-Эйри на юг и запада.
В 1850 году, Барт, Генрих прошёл через долину Аудерас с транссахарским караваном Кель-Ови и сообщил, что только недавно Кель-Ови вытеснил туарегов Кель-Грес и Кель-Итесен на юг и запад из долины. Когда французские войска появились в 1890-х в Африке, они обнаружили, что Кель-Ови объединилась с конфедерацией, возглавляемой Кель-Эйром, и стала доминирующей силой от гор Аир к югу Дамергу и к северу от Зиндера.

### Торговля в Центральной Сахаре
На протяжении 19 века Кель-Ови контролировал центральный из трех основных торговых путей из западноафриканского Сахеля в Средиземное море. Караваны Кель-Ови перевозили шкуры, золото, страусовые перья и рабов на север от границ халифата Сокото, начиная с Кано до Гхата и Гадамеса. Также Кель-Ови некоторое время занималась торговлей солью и финиками, а так же зерном, выращенным в плодородном воздухе подневольными классами туарегов, завоеванными общинами и рабами, работающими на плантациях, свидетелями которых был Барт. Он останавливался в ряде поместий, принадлежащих семье Аннура, высокопоставленного дворянина Кель-Ови, а также в поместья самого правителя данной конфедерации, комментируя их обширные размеры, географическое распространение и относительное отсутствие ограничений для рабочих, которые технически часто были рабами первого поколения. Барт сообщает, что наблюдает за самым южным использованием пахотного земледелия и подробно описывает плантации Кель-Ови, торговые деревни и весовые станции в глубине территории их южных соседей в Тесава и Зиндера, и смешались на территории, контролируемой туарегами Имазурег, вокруг Гангары. С плантаций фиников и соляных бассейнов Кавара огромные караваны перевозили добро на юг в Зиндер и Кано.

### 20-й век
После участия в ряде восстаний против французского правления и особенно сильного удара от голода во втором десятилетии 1900-х годов их благородные и воинственные кланы были почти уничтожены, а оставшиеся кланы были поглощены другими туарегами.